# Guarará
Guarará är en kommun i Brasilien.   Den ligger i delstaten Minas Gerais, i den sydöstra delen av landet, 800 km sydost om huvudstaden Brasília. Antalet invånare är 3 932.
Omgivningarna runt Guarará är huvudsakligen savann. Runt Guarará är det ganska glesbefolkat, med 45 invånare per kvadratkilometer.